# Ganhos com o comércio
Em economia, Ganhos com o comércio corresponde ao benefícios obtidos pelos agentes económicos com o comércio voluntário entre eles. Tipicamente é descrito como resultando de:
- especialização da produção com a divisão do trabalho, economias de escala, escopo e aglomeração[1][2][3][4][5] e disponibilidade relativa de recursos para a produção para a agricultura, negócios, localização[6]  e economia
- o consequente aumento das possibilidades de produção totais
- trocas, através dos mercados, de produtos por outros com maior valor atribuído para o comprador.[7]

Segundo a teoria, os incentivos do mercado, refletidos no preço dos produtos, atraem os fatores de produção, incluindo o trabalho, para as atividades que proporcionam uma maior vantagem comparativa. Isto é, para as atividades com o menor custo de oportunidade associado.
Os proprietários dos fatores de produção usam os rendimentos acrescidos resultantes dessa especialização para comprar bens mais valiosos, os quais teriam um custo elevado se fossem produzidos pelos próprios. Resultam daqui os ganhos com o comércio.
O conceito pode ser aplicado a uma economia comparando as alternativas de autarquia (sem comércio) e de comércio internacional.
Uma medida dos ganhos totais com o comércio á a soma dos excedentes de consumidor e dos lucros, ou então, de forma aproximada, o aumento de produção devido à especialização e respetivo comércio.
Ganhos com o comércio também se pode referir aos benefícios líquidos de um país resultantes da redução de barreiras ao comércio, tais como tarifas sobre importações.
Desde a publicação em 1776 d'A Riqueza das Nações, de Adam Smith, que tem sido largamente discutido que, com competição e ausência de distorções de mercado, esses ganhos são conseguidos promovendo o comércio livre e abandonando autarquias ou tarifas aduaneiras exageradas. Fundamentação rigorosa das condições em que esta proposição é válida podem ser encontradas em Samuelson, em 1939 e 1962.
Para o caso geral dos bens de Arrow-Debreu, provas formais surgiram em 1972 para a determinação das condições em que a passagem de autarquia para comércio livre não tem prejuízo para nenhuma das entidades.
Não resulta disso que a abolição das tarifas aduaneiras seja o melhor para uma economia.
Pelo contrário, uma economia importante pode estabelecer taxas e subsídios para seu próprio benefício à custa de outras economias.
Resultados posteriores por Kemp e outros mostraram num mundo de Arrow-Debreu, com um mecanismo de compensação por valores fixos, correspondendo a uma união aduaneira de um conjunto de países, existe um conjunto de tarifas comuns em que nenhum dos países ficaria numa situação pior.
Isto sugere que se uma união aduaneira pode ter benefícios para uma economia, então também pode existir uma união aduaneira mundial que beneficia pelo menos algumas das economias do mundo, sem prejudicar as restantes.